# Seznam měkkýšů Česka
Seznam měkkýšů v Česku obsahuje celkem 247 druhů měkkýšů žijících ve volné přírodě v Česku. Dále se ve sklenících vyskytuje nejméně 11 dalších druhů plžů.
V přírodě se jedná o 219 druhů plžů (50 druhů sladkovodních plžů a 169 druhů suchozemských plžů) a 28 druhů mlžů.
Nepůvodních druhů měkkýšů je v Česku v přírodě 9 druhů plžů (5 sladkovodních a 4 suchozemské druhy) a 4 druhy mlžů. Tj. celkem 9 vodních nepůvodních druhů měkkýšů v přírodě Česka.
Přehled počtu druhů
|                              | Čechy                       | Morava                      | Česko                       |
| ---------------------------- | --------------------------- | --------------------------- | --------------------------- |
| vodní plži                   | 43                          | 43                          | 50                          |
| suchozemští plži             | 151                         | 151                         | 169                         |
| plži celkem                  | 194                         | 194                         | 219                         |
| mlži                         | 28                          | 27                          | 28                          |
| měkkýši celkem               | 222                         | 221                         | 247                         |
| nepůvodní plži v přírodě     | 5 vodních a 3 suchozemských | 4 vodních a 3 suchozemských | 5 vodních a 4 suchozemských |
| nepůvodní plži v synantropně |                             |                             | 11                          |
| nepůvodní mlži v přírodě     | 4                           | 3                           | 4                           |
| nepůvodní mlži synantropně   | asi žádný                   | asi žádný                   | asi žádný                   |
| nepůvodní měkkýši celkem     |                             |                             | 24                          |

V Česku jsou 2 endemické druhy měkkýšů: vývěrka slovenská Alzoniella slovenica na Moravě (a také na Slovensku) a vřetenatka lesklá Bulgarica nitidosa také v Čechách.

## Historie
Historické seznamy nebo přehledy české malakofauny z 19. století jsou: Schöbl (1860), Slavík (1868) a Uličný (1892–95).
Seznamem měkkýšů Čech Vojena Ložka je práce Ložek (1948). Další práce jsou seznamy recentních druhů pro celé Československo: Ložek (1949), Ložek (1956) a následující seznam zahrnuje i kvartérní druhy: Ložek (1964).
Seznamy sladkovodních druhů jsou: Beran (1998) a Beran (2002).
Status ohrožení 237 druhů obsahuje seznam z roku 2001 (Juřičková et al. 2001). Je na něm založen také červený seznam dostupný on-line. Pouze ohrožené druhy zahrnuje seznam Beran et al. (2005). Seznam Juřičková et al. (2008) zahrnuje 245 druhů. Seznam Horsák et al. (2010) zahrnuje 247 druhů. Checklist z roku 2023 zahrnuje již 251 druhů měkkýšů v Česku.

## Sladkovodní plži
V přehledu jsou uvedeny pouze řády, čeledi a jednotlivé druhy. U nich je uveden výskyt na Moravě či v Čechách a zda se jedná o nepůvodní či lokálně vyhynulý druh. Nepůvodní druhy vyskytující se v Česku pouze synantropně ve sklenících jsou uvedeny samostatně níže.

### Neritimorpha
Neritidae
- zubovec dunajský Theodoxus danubialis (C. Pfeiffer, 1828) – Morava
- zubovec říční Theodoxus fluviatilis (Linnaeus, 1758) – Čechy vyhynulý

### Architaenioglossa
Viviparidae
- bahenka uherská Viviparus acerosus (Bourguignat, 1862) – Morava
- bahenka živorodá Viviparus contectus (Millet, 1813) – Čechy, Morava
- bahenka pruhovaná Viviparus viviparus (Linnaeus, 1758) – Čechy

### Sorbeoconcha
Hydrobiidae

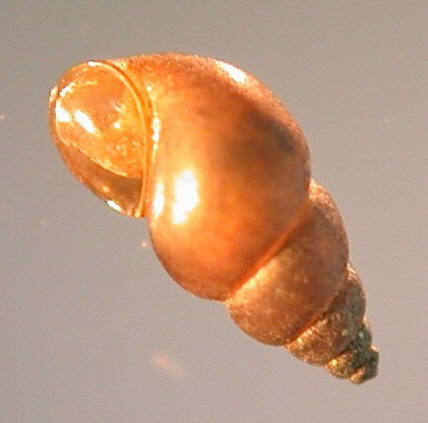
nepůvodní vodní plž písečník novozélandský Potamopyrgus antipodarum

- písečník novozélandský Potamopyrgus antipodarum (Gray, 1843) – nepůvodní, Čechy, Morava
- vývěrka slovenská Alzoniella slovenica (Ložek et Brtek, 1964) – Morava endemit
- praménka rakouská Bythinella austriaca (von Frauenfeld, 1857) agg. – Čechy, Morava
- kamolep říční Lithoglyphus naticoides (C. Pfeiffer, 1828) – Morava

Bithyniidae
- bahnivka nadmutá Bithynia leachii (Sheppard, 1823) – Morava
- bahnivka rmutná Bithynia tentaculata (Linnaeus, 1758) – Čechy, Morava
- bahnivka lužní[13] (dříve nerozlišována: bahnivka nadmutá) Bithynia troschelii (Paasch, 1842) – Byla pokládána na Moravě za lokálně vyhynulou. Byla znovuobjevena v roce 2008.[14]

### Ectobranchia
Valvatidae
- točenka plochá Valvata cristata O. F. Müller, 1774 – Čechy, Morava
- točenka veleústá Valvata macrostoma Mörch, 1864 – Čechy
- točenka kulovitá Valvata piscinalis (O. F. Müller, 1774) – Čechy, Morava

### Hygrophila
Acroloxidae
- člunice jezerní Acroloxus lacustris (Linnaeus, 1758) – Čechy, Morava

Lymnaeidae
- bahnatka malá Galba truncatula (O. F. Müller, 1774) – Čechy, Morava
- blatenka tmavá Stagnicola corvus (Gmelin, 1791) – Čechy, Morava
- blatenka rybničná Stagnicola fuscus (C. Pfeiffer, 1821) – Čechy
- blatenka severní Catascopia occulta (Jackiewicz, 1959) – Čechy
- blatenka bažinná Stagnicola palustris (O. F. Müller, 1774) – Čechy, Morava
- uchatka široká Radix ampla (Hartmann, 1821) – Čechy, Morava
- uchatka nadmutá Radix auricularia (Linnaeus, 1758) – Čechy, Morava
- uchatka vejčitá Radix ovata (Draparnaud, 1805) – Čechy, Morava
- uchatka toulavá Radix peregra (O. F. Müller, 1774) – Čechy, Morava
- pláštěnka sliznatá Myxas glutinosa (O. F. Müller, 1774) – Čechy vyhynulý
- plovatka bahenní Lymnaea stagnalis (Linnaeus, 1758) – Čechy, Morava

Physidae
- levotočka bažinná Aplexa hypnorum (Linnaeus, 1758) – Čechy, Morava
- levatka říční Physa fontinalis (Linnaeus, 1758) – Čechy, Morava
- levatka ostrá Physella acuta (Draparnaud, 1805) – nepůvodní, Čechy, Morava

Planorbidae

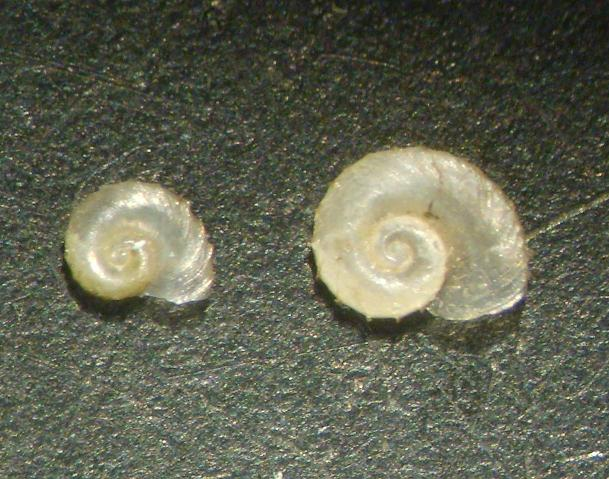
kružník žebrovaný Gyraulus crista

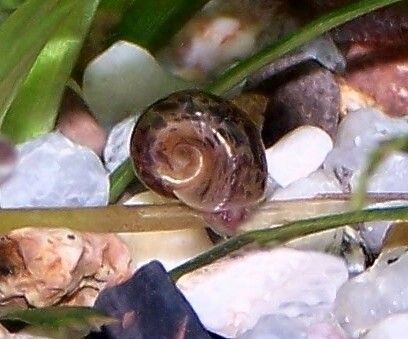
okružák ploský Planorbarius corneus

- terčovník kýlnatý Planorbis carinatus O. F. Müller, 1774 – Čechy, Morava
- terčovník vroubený Planorbis planorbis (Linnaeus, 1758) – Čechy, Morava
- svinutec běloústý Anisus leucostoma (Millet, 1813) – Čechy, Morava
- svinutec sedmitočný Anisus septemgyratus (Rossmässler, 1835) – Morava
- svinutec kruhovitý Anisus spirorbis (Linnaeus, 1758) – Čechy, Morava
- svinutec zploštělý Anisus vortex (Linnaeus, 1758) – Čechy, Morava
- svinutec tenký Anisus vorticulus (Troschel, 1834) – Čechy, Morava
- řemeník svinutý Bathyomphalus contortus (Linnaeus, 1758) – Čechy, Morava
- kružník severní Gyraulus acronicus (A. Férussac, 1807) – Čechy, Morava
- kružník bělavý Gyraulus albus (O. F. Müller, 1774) – Čechy, Morava
- kružník žebrovaný Gyraulus crista (Linnaeus, 1758) – Čechy, Morava
- kružník hladký Gyraulus laevis (Alder, 1838) – Čechy, Morava
- kružník malý Gyraulus parvus (Say, 1817) – nepůvodní, Čechy, Morava
- kružník Rossmasslerův Gyraulus rossmaessleri (Auerswald, 1852) – Čechy, Morava
- kýlnatec čočkovitý Hippeutis complanatus (Linnaeus, 1758) – Čechy, Morava
- lištovka lesklá Segmentina nitida (O. F. Müller, 1774) – Čechy, Morava
- okružák ploský Planorbarius corneus (Linnaeus, 1758) – Čechy, Morava
- menetovník rozšířený Menetus dilatatus (Gould, 1841) – nepůvodní, Čechy
- kamomil říční Ancylus fluviatilis O. F. Müller, 1774 – Čechy, Morava
- člunka pravohrotá Ferrissia fragilis (Tryon, 1863) – nepůvodní, Čechy, Morava

## Suchozemští plži
Aciculidae
- jehlovka malinká Acicula parcelineata (Clessin, 1911) – Morava
- jehlovka hladká Platyla polita (Hartmann, 1840) – Čechy, Morava

### Actophila
Carychiidae
- síměnka nejmenší Carychium minimum O. F. Müller, 1774 – Čechy, Morava
- síměnka trojzubá Carychium tridentatum (Risso, 1826) – Čechy, Morava

### Stylommatophora
Cochlicopidae
- oblovka lesklá Cochlicopa lubrica (O. F. Müller, 1774) – Čechy, Morava
- oblovka drobná Cochlicopa lubricella (Rossmässler, 1835) – Čechy, Morava
- oblovka velká Cochlicopa nitens (M. von Gallenstein, 1848) – Čechy, Morava

Orculidae
- sudovka skalní Orcula dolium (Draparnaud, 1801) – Morava
- sudovka žebernatá Sphyradium doliolum (Bruguière, 1792) – Čechy, Morava

Chondrinidae
- žitovka obilná Granaria frumentum (Drapanaud, 1801) – Čechy, Morava
- ovsenka skalní Chondrina avenacea (Bruguière, 1792) – Čechy
- ovsenka žebernatá Chondrina clienta (Westerlund, 1883) – Čechy, Morava

Pupillidae
- zrnovka alpská Pupilla alpicola (Charpentier, 1837) – Čechy asi vyhynulý, Morava
- zrnovka mechová Pupilla muscorum (Linnaeus, 1758) – Čechy, Morava
- zrnovka žebernatá Pupilla sterrii (Voith, 1840) – Čechy, Morava
- zrnovka trojzubá[13] Pupilla triplicata (Studer, 1820) – Čechy, Morava

Pyramidulidae
- kuželovka skalní Pyramidula pusilla (Vallot, 1801) – Čechy, Morava

Valloniidae
- údolníček žebernatý Vallonia costata (O. F. Müller, 1774) – Čechy, Morava
- údolníček rýhovaný Vallonia enniensis (Gredler, 1856) – Čechy, Morava
- údolníček šikmý Vallonia excentrica Sterki, 1893 – Čechy, Morava. Vallonia excentrica je podle některých autorů[15] „hladová“ forma druhu Vallonia pulchella vyskytující se na méně příznivých stanovištích.
- údolníček drobný Vallonia pulchella (O. F. Müller, 1774) – Čechy, Morava
- ostnatka trnitá Acanthinula aculeata (O. F. Müller, 1774) – Čechy, Morava

Vertiginidae
- ostroústka drsná Columella aspera Waldén, 1966 – Čechy, Morava
- ostroústka bezzubá Columella edentula (Draparnaud, 1805) – Čechy, Morava
- drobnička jižní Truncatellina claustralis (Gredler, 1856) – Čechy, Morava
- drobnička žebernatá Truncatellina costulata (Nilsson, 1823) – Morava
- drobnička válcovitá Truncatellina cylindrica (A. Férussac, 1807) – Čechy, Morava
- vrkoč horský Vertigo alpestris Alder, 1838 – Čechy, Morava
- vrkoč útlý Vertigo angustior Jeffreys, 1830 – Čechy, Morava
- vrkoč mnohozubý Vertigo antivertigo (Draparnaud, 1801) – Čechy, Morava
- vrkoč Geyerův Vertigo geyeri Lindholm, 1925 – Čechy
- vrkoč bažinný Vertigo moulinsiana (Dupuy, 1849) – Čechy, Morava
- vrkoč lesní Vertigo pusilla O. F. Müller, 1774 – Čechy, Morava
- vrkoč malinký Vertigo pygmaea (Draparnaud, 1801) – Čechy, Morava
- vrkoč nordický Vertigo ronnebyensis (Westerlund, 1871) – Čechy
- vrkoč rýhovaný Vertigo substriata (Jeffreys, 1833) – Čechy, Morava

Buliminidae
- trojzubka stepní Chondrula tridens (O. F. Müller, 1774) – Čechy, Morava
- hladovka horská Ena montana (Draparnaud, 1801) – Čechy, Morava
- hladovka chlumní Merdigera obscura (O. F. Müller, 1774) – Čechy, Morava
- lačník stepní Zebrina detrita (O. F. Müller, 1774) – Čechy, Morava

Clausiliidae

vřetenatka obecná Alinda biplicata je nejčastější zástupce čeledi Clausiliidae v Česku

- vřetenovka vosková opavská Cochlodina cerata opaviensis Brabenec et Mácha, 1960 – Morava
- vřetenovka zaměněná Cochlodina costata silesiaca (A. Schmidt, 1868) – Čechy, asi vyhynulý na Moravě
- vřetenovka utajená krkonošská Cochlodina dubiosa corcontica Brabenec, 1967 – Čechy
- vřetenovka hladká Cochlodina laminata (Montagu, 1803) – Čechy, Morava
- vřetenovka rovnoústá Cochlodina orthostoma (Menke, 1828) – Čechy, Morava
- zdobenka tečkovaná Itala ornata (Rossmässler, 1836) – Čechy, Morava
- žebernatěnka drobná Ruthenica filograna (Rossmässler, 1836) – Čechy, Morava
- vřetenec horský Pseudofusulus varians (C. Pfeiffer, 1828) – Čechy, asi vyhynulý na Moravě
- řasnatka tmavá Macrogastra badia (C. Pfeiffer, 1828) – Čechy
- řasnatka žebernatá Macrogastra latestriata (A. Schmidt, 1857) – Morava
- řasnatka lesní Macrogastra plicatula (Draparnaud, 1801) – Čechy, Morava
- řasnatka nadmutá Macrogastra tumida (Rossmässler, 1836) – Čechy, Morava
- řasnatka břichatá Macrogastra ventricosa (Draparnaud, 1801) – Čechy, Morava
- závornatka černavá Clausilia bidentata (Ström, 1765) – Čechy
- závornatka křížatá Clausilia cruciata (Studer, 1820) – Čechy, Morava
- závornatka drsná Clausilia dubia Draparnaud, 1805 – Čechy, Morava
- závornatka malá Clausilia parvula Férussac, 1807 – Čechy, Morava
- závornatka kyjovitá Clausilia pumila C. Pfeiffer, 1828 – Čechy, Morava
- vřetenatka mnohozubá Laciniaria plicata (Draparnaud, 1801) – Čechy, Morava
- vřetenatka obecná Alinda biplicata (Montagu, 1803) – Čechy, Morava
- hrotice obrácená Balea perversa (Linnaeus, 1758) – Čechy, Morava
- vřetenatka hrubá Vestia gulo (E. A. Bielz, 1859) – Morava
- vřetenatka Ranojevičova moravská Vestia ranojevici moravica (Brabenec, 1952) – Morava
- vřetenatka nadmutá Vestia turgida (Rossmässler, 1836) – Čechy, Morava
- vřetenatka šedavá Bulgarica cana (Held, 1836) – Čechy, Morava
- vřetenatka lesklá Bulgarica nitidosa (Uličný, 1893) – Čechy endemit

Succineidae

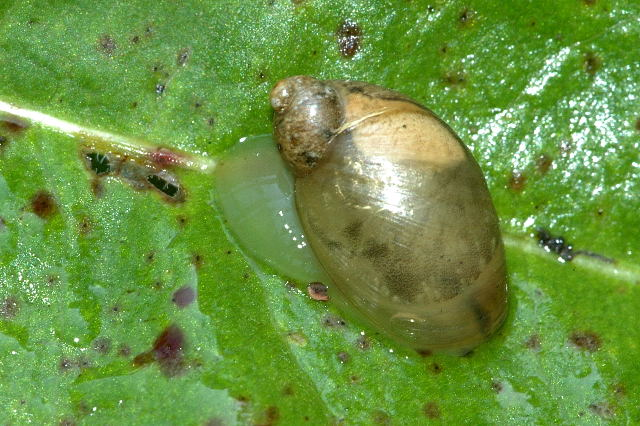
jantarka obecná Succinea putris

- jantarka podlouhlá Succinella oblonga (Draparnaud, 1801) – Čechy, Morava
- jantarka obecná Succinea putris (Linnaeus, 1758) – Čechy, Morava
- jantarka úhledná Oxyloma elegans (Risso, 1826) – Čechy, Morava

Ferussaciidae
- bezočka šídlovitá Cecilioides acicula (O. F. Müller, 1774) – Čechy, Morava

Punctidae
- boděnka malinká Punctum pygmaeum (Draparnaud, 1801) – Čechy, Morava
- spirálovníček zemní Lucilla singleyana (Pilsbry, 1890) – Čechy, nepůvodní

Discidae
- vrásenka orlojovitá Discus perspectivus (M. von Mühlfeld, 1816) – Čechy, Morava
- vrásenka okrouhlá Discus rotundatus (O. F. Müller, 1774) – Čechy, Morava
- vrásenka pomezní Discus ruderatus (A. Férussac, 1821) – Čechy, Morava

Gastrodontidae
- zemounek lesní Zonitoides arboreus (Say, 1816) – nepůvodní Morava[16]
- zemounek lesklý Zonitoides nitidus (O. F. Müller, 1774) – Čechy, Morava

Euconulidae
- kuželík tmavý Euconulus praticola (Reinhardt, 1883) – Čechy, Morava
- kuželík drobný Euconulus fulvus (O. F. Müller, 1774) – Čechy, Morava

Vitrinidae
- skleněnka průsvitná Vitrina pellucida (O. F. Müller, 1774) – Čechy, Morava
- slimáčnice průhledná Eucobresia diaphana (Draparnaud, 1805) – Čechy, Morava
- slimáčnice lesní Eucobresia nivalis (Dumont et Mortillet, 1854) – Čechy, Morava
- slimáčník horský Semilimax kotulae (Westerlund, 1883) – Čechy, Morava
- slimáčník táhlý Semilimax semilimax (J. Férussac, 1802) – Čechy, Morava

Zonitidae
- skelnička stažená Vitrea contracta (Westerlund, 1871) – Čechy, Morava
- skelnička průhledná Vitrea crystallina (O. F. Müller, 1774) – Čechy, Morava
- skelnička průzračná Vitrea diaphana (Studer, 1820) – Čechy, Morava
- skelnička zjizvená Vitrea subrimata (Reinhardt, 1871) – Čechy, Morava
- skelnička karpatská Vitrea transsylvanica (Clessin, 1877) – Čechy, Morava
- zemoun skalní Aegopis verticillus (Lamarck, 1822) – Čechy, Morava

Oxychilidae
- sítovka podhorská Aegopinella epipedostoma (Fagot, 1879) – Morava
- sítovka suchomilná Aegopinella minor (Stabile, 1864) – Čechy, Morava
- sítovka blýštivá Aegopinella nitens (Michaud, 1831) – Čechy, Morava
- sítovka lesklá Aegopinella nitidula (Draparnaud, 1805) – Čechy, Morava
- sítovka čistá Aegopinella pura (Alder, 1830) – Čechy, Morava
- Aegopinella ressmanni (Westerlund, 1883) – Čechy, od roku 2007[17]
- blyštivka rýhovaná Perpolita hammonis (Ström, 1765) – Čechy, Morava
- blyštivka skleněná Perpolita petronella (L. Pfeiffer, 1853) – Čechy, Morava
- skelnatka česneková Oxychilus alliarius (Miller, 1822) – Čechy
- skelnatka drnová Oxychilus cellarius (O. F. Müller, 1774) – Čechy, Morava
- skelnatka stlačená Oxychilus depressus (Sterki, 1880) – Čechy, Morava
- skelnatka západní Oxychilus draparnaudi (Beck, 1837) – Čechy, Morava
- skelnatka hladká Oxychilus glaber (Rossmässler, 1835) – Čechy, Morava
- skelnatka zemní Oxychilus inopinatus (Uličný, 1887) – Čechy, Morava
- skelnatka horská Oxychilus mortilleti (L. Pfeiffer, 1859) – Čechy
- sklovatka krátkonohá Daudebardia brevipes (Draparnaud, 1805) – Čechy, Morava
- sklovatka rudá Daudebardia rufa (Draparnaud, 1805) – Čechy, Morava

Milacidae
- plžice štíhlá Tandonia budapestensis (Hazay, 1881) – Čechy, Morava
- plžice vroubená Tandonia rustica (Millet, 1843) – Čechy

Limacidae

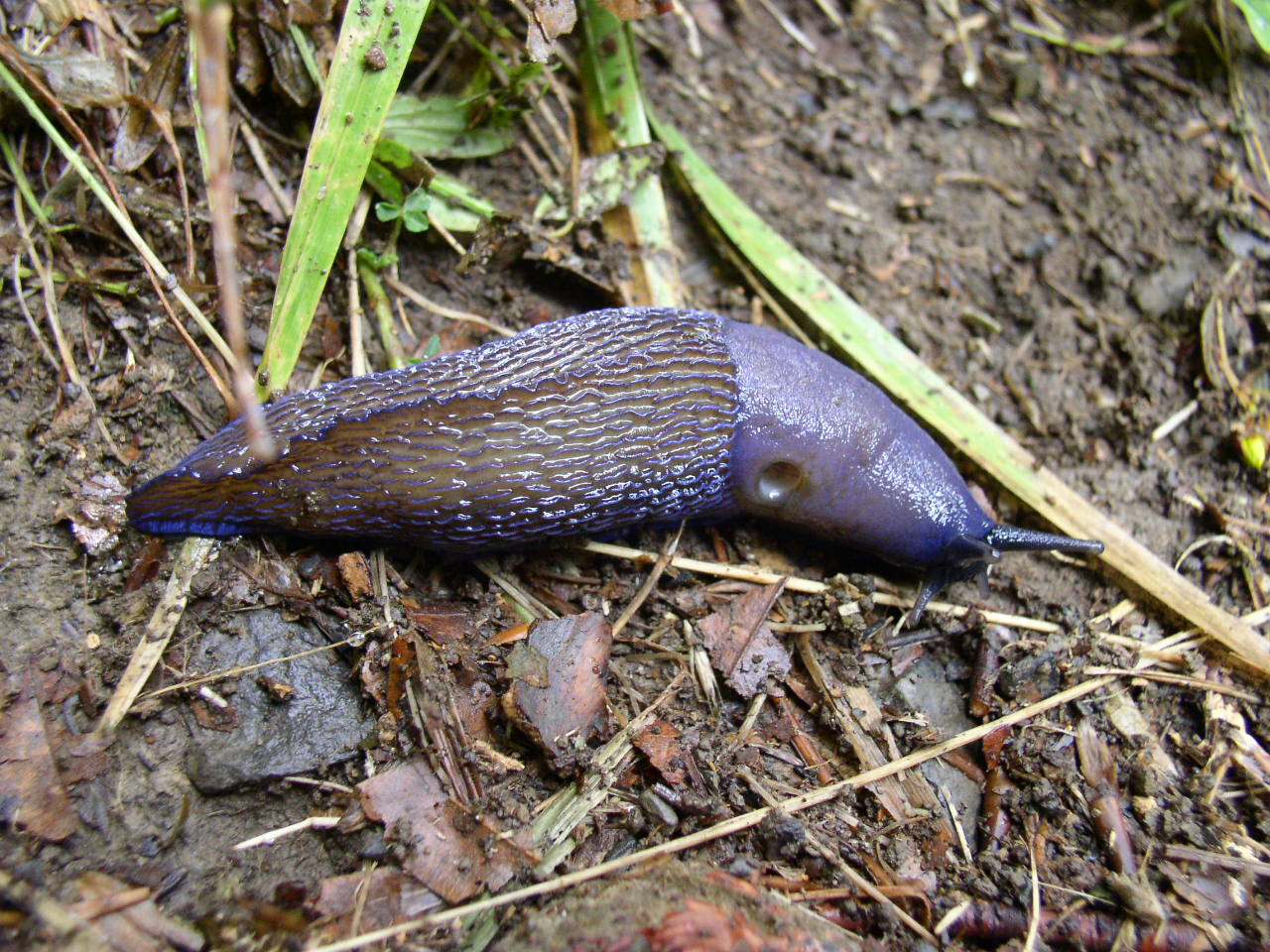
modranka karpatská Bielzia coerulans

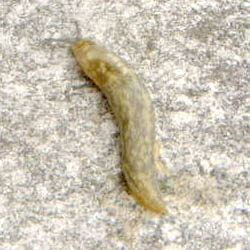
slimákovec pestrý Limacus flavus

- modranka karpatská Bielzia coerulans (M. Bielz, 1851) – Morava
- slimák popelavý Limax cinereoniger Wolf, 1803 – Čechy, Morava
- slimák největší Limax maximus Linnaeus, 1758 – Čechy, Morava
- slimákovec pestrý Limacus flavus (Linnaeus, 1758) – Čechy, Morava[1]
- plžík žlutý Malacolimax tenellus (O. F. Müller, 1774) – Čechy, Morava[1]
- podkornatka karpatská Lehmannia macroflagellata Grossu et Lupu, 1962 – Čechy, Morava
- podkornatka žíhaná Lehmannia marginata (O. F. Müller, 1774) – Čechy, Morava
- podkornatka jižní Lehmannia nyctelia (Bourguignat, 1861) – Morava

Agriolimacidae
- slimáček polní Deroceras agreste (Linnaeus, 1758) – Čechy, Morava
- slimáček hladký Deroceras laeve (O. F. Müller, 1774) – Čechy, Morava
- slimáček středomořský Deroceras panormitanum (Lessona et Pollonera, 1882) – Morava
- slimáček lesní Deroceras praecox Wiktor, 1966 – Čechy, Morava
- slimáček síťkovaný Deroceras reticulatum (O. F. Müller, 1774) – Čechy, Morava
- slimáček světlý Deroceras rodnae Grossu et Lupu, 1965 – Čechy, Morava
- slimáček evropský Deroceras sturanyi (Simroth, 1894) – Čechy, Morava
- slimáček balkánský Deroceras turcicum (Simroth, 1894) – Čechy, Morava

Boettgerillidae
- blednička útlá Boettgerilla pallens Simroth, 1912 – nepůvodní, Čechy, Morava

Arionidae
- plzák alpský Arion obesoductus Reischütz, 1973 – synonymum: Arion alpinus auct. nec Pollonera, 1887 – Čechy, Morava[1]
- plzák žíhaný Arion circumscriptus Johnston, 1828 – Čechy, Morava
- plzák obecný Arion distinctus Mabille, 1868 – Čechy, Morava
- plzák žlutopruhý Arion fasciatus (Nilsson, 1823) – Čechy, Morava
- plzák nejmenší Arion intermedius (Normand, 1852) – Čechy, Morava
- plzák španělský Arion lusitanicus Mabille, 1868 – nepůvodní, Čechy, Morava
- plzák lesní Arion rufus (Linnaeus, 1758) – Čechy, Morava
- plzák hajní Arion silvaticus Lohmander, 1937 – Čechy, Morava
- plzák hnědý Arion fuscus (O. F. Müller, 1774) – Čechy, Morava

Bradybaenidae

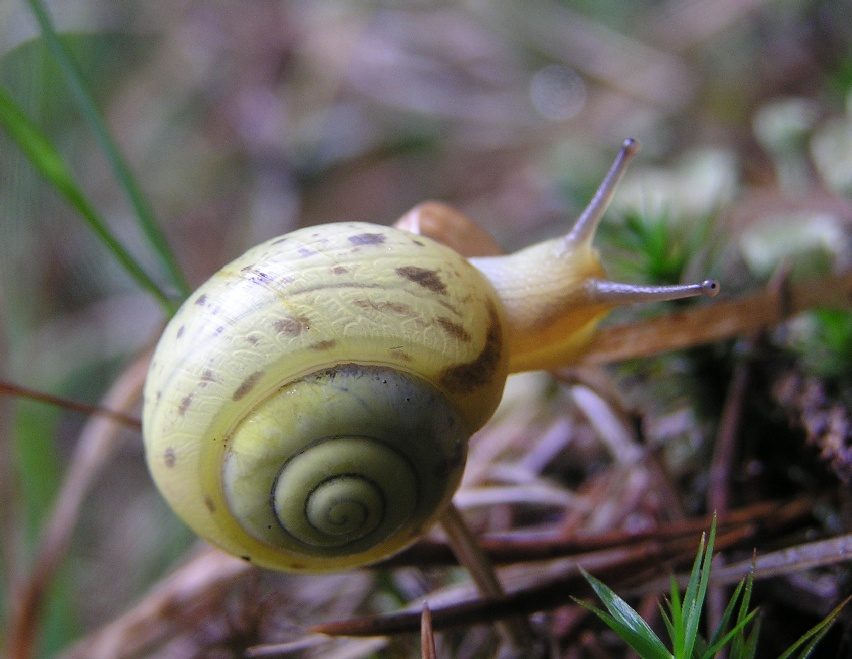
keřovka plavá Fruticicola fruticum

- keřovka plavá Fruticicola fruticum (O. F. Müller, 1774) – Čechy, Morava

Hygromiidae

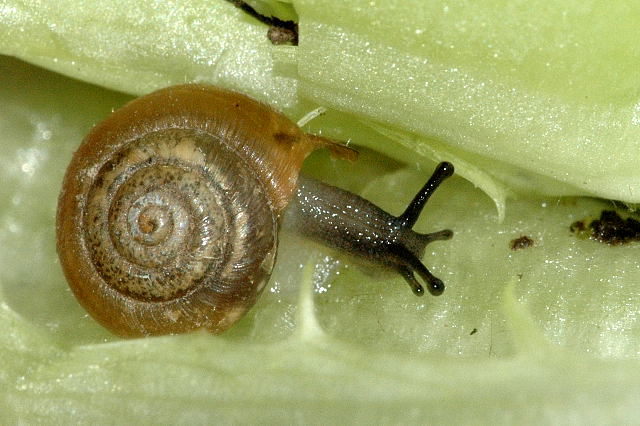
srstnatka chlupatá Trochulus hispidus

- trojlaločka pyskatá Helicodonta obvoluta (O. F. Müller, 1774) – Čechy, Morava
- keřnatka vrásčitá Euomphalia strigella (Draparnaud, 1801) – Čechy, Morava
- tmavoretka kentská Monacha cantiana (Montagu, 1803) – Čechy nepůvodní[1]
- tmavoretka bělavá Monacha cartusiana (O. F. Müller, 1774) – Čechy, Morava
- srstnatka chlupatá Trochulus hispidus (Linnaeus, 1758) – Čechy, Morava
- srstnatka západní Trochulus sericeus (Draparnaud, 1801) – Čechy, Morava
- srstnatka huňatá Trochulus villosulus (Rossmässler, 1838) – Morava
- srstnatka karpatská Plicuteria lubomirskii (Ślósarskii, 1881) – Čechy, Morava
- srstnatka bezzubá Petasina edentula (Draparnaud, 1805) – Čechy
- srstnatka jednozubá Petasina unidentata (Draparnaud, 1805) – Čechy, Morava
- suchomilka rýhovaná Helicopsis striata (O. F. Müller, 1774) – Čechy, na Moravě vyhynulý
- suchomilka pannonská Candidula soosiana (J. Wagner, 1933) – Morava
- suchomilka bělavá Candidula unifasciata (Poiret, 1801) – Čechy, Morava
- suchomilka ladní Helicella itala (Linnaeus, 1758) – Čechy, Morava
- suchomilka obecná Xerolenta obvia (Menke, 1828) – Čechy, Morava
- suchomilka přehlížená Cernuella neglecta (Draparnaud, 1805) – Čechy
- dvojzubka lužní Perforatella bidentata (Gmelin, 1791) – Čechy, Morava
- vlahovka narudlá Monachoides incarnatus (O. F. Müller, 1774) – Čechy, Morava
- vlahovka karpatská Monachoides vicinus (Rossmässler, 1842) – Čechy, Morava
- vlahovka rezavá Pseudotrichia rubiginosa (Rossmässler, 1838) – Čechy, Morava
- žihlobytka stinná Urticicola umbrosus (C. Pfeiffer, 1828) – Čechy, Morava

Helicidae
- plamatka lesní Arianta arbustorum (Linnaeus, 1758) – Čechy, Morava
- skalnice kýlnatá Helicigona lapicida (Linnaeus, 1758) – Čechy, Morava
- skalnice lepá Faustina faustina (Rossmässler, 1835) – Čechy, Morava
- zuboústka trojzubá Isognomostoma isognomostomos (Schröter, 1784) – Čechy, Morava
- zuboústka sametová Causa holosericea (Studer, 1820) – Čechy, Morava
- páskovka keřová Cepaea hortensis (O. F. Müller, 1774) – Čechy, Morava
- páskovka hajní Cepaea nemoralis (Linnaeus, 1758) – Čechy, Morava
- papáskovka žíhaná Caucasotachea vindobonensis (A. Férussac, 1821) – Čechy, Morava
- hlemýžď zahradní Helix pomatia Linnaeus, 1758 – Čechy, Morava
- hlemýžď pruhovaný Helix thessalica O. Boettger, 1886 – Morava
- hlemýžď balkánský Helix lucorum Linnaeus, 1758 – Čechy (prosperující populace na žižkovském nádraží)

## Mlži

### Unionoida
Margaritiferidae
- perlorodka říční Margaritifera margaritifera (Linnaeus, 1758) – Čechy, na Moravě asi vyhynulý

Unionidae
- velevrub tupý Unio crassus Philipsson, 1788 – Čechy, Morava
- velevrub malířský Unio pictorum (Linnaeus, 1758) – Čechy, Morava
- velevrub nadmutý Unio tumidus Philipsson, 1788 – Čechy, Morava
- škeble říční Anodonta anatina (Linnaeus, 1758) – Čechy, Morava
- škeble rybničná Anodonta cygnea (Linnaeus, 1758) – Čechy, Morava
- škeble plochá Pseudanodonta complanata (Rossmässler, 1835) – Čechy, Morava
- škeble asijská Sinanodonta woodiana (Lea, 1834) – nepůvodní, Čechy, Morava

### Veneroida
Corbiculidae
- korbikula asijská Corbicula fluminea (O. F. Müller, 1774) – nepůvodní Čechy

Sphaeriidae
- okružanka rohovitá Sphaerium corneum (Linnaeus, 1758) – Čechy, Morava
- hrachovka Sphaerium nucleus (S. Studer, 1820) – Čechy, Morava
- okružanka říční Sphaerium rivicola (Lamarck, 1818) – Čechy, Morava
- okrouhlice rybničná Musculium lacustre (O. F. Müller, 1774) – Čechy, Morava
- hrachovka říční Pisidium amnicum (O. F. Müller, 1774) – Čechy, Morava
- hrachovka obecná Pisidium casertanum (Poli, 1791) – Čechy, Morava
- hrachovka kulovitá Pisidium globulare Clessin, 1873 – Čechy, Morava
- hrachovka hrbolatá Pisidium henslowanum (Sheppard, 1823) – Čechy, Morava
- hrachovka severní Pisidium hibernicum Westerlund, 1894 – Čechy, Morava
- hrachovka prosná Pisidium milium Held, 1836 – Čechy, Morava
- hrachovka nepatrná Pisidium moitessierianum Paladilhe, 1866 – Čechy, Morava

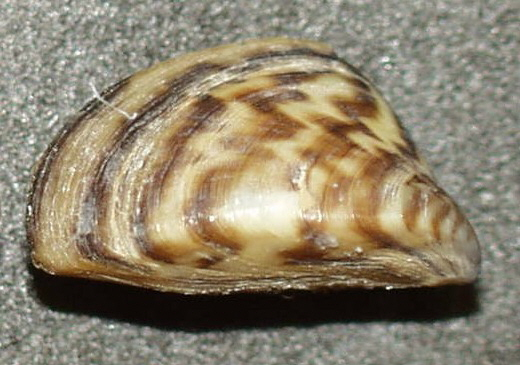
slávička mnohotvárná Dreissena polymorpha

- hrachovka lesklá Pisidium nitidum Jenyns, 1832 – Čechy, Morava
- hrachovka tupá Pisidium obtusale (Lamarck, 1818) – Čechy, Morava
- hrachovka malinká Pisidium personatum Malm, 1855 – Čechy, Morava
- hrachovka okružankovitá Pisidium pseudosphaerium Favre, 1927 – Čechy, Morava
- hrachovka otupená Pisidium subtruncatum Malm, 1855 – Čechy, Morava
- hrachovka obrácená Pisidium supinum A. Schmidt, 1851 – Čechy, Morava
- hrachovka čárkovaná Pisidium tenuilineatum Stelfox, 1918 – Čechy, na Moravě asi vyhynulý

Dreissenidae
- slávička mnohotvárná Dreissena polymorpha (Pallas, 1771) – nepůvodní v Čechách, na jižní Moravě pravděpodobně původní

## Přehled synantropních druhů
Tyto druhy nežijí nebo zatím nebyly zaznamenány volně v přírodě, ale jen ve sklenících, apod.
Seznam (abecedně podle vědeckého názvu):
- Discus rotundatus f. pyramidalis Jeffreys – forma vrásenky okrouhlé (což je původní druh v Česku) vyskytující se ve sklenících

1. křivoústka liberijská Gulella io Verdcourt, 1974[21]
2. kružník čínský Gyraulus chinensis (Dunker, 1848)[22]
3. skelnatěnka drobná Hawaiia minuscula (Binney, 1840)[23]
4. subulína paličkovitá Lamellaxis clavulinus (Potiez et Michaud, 1838)
5. podkornatka iberská Lehmannia valentiana (Férussac, 1823)
6. piskořka hrbolkovitá Melanoides tuberculatus (O. F. Müller, 1774)
7. subulína malá Opeas pumilum (L. Pfeiffer, 1840)
8. okružákovec floridský Planorbella duryi (Wetherby, 1879)
9. okružákovec kýlnatý Planorbella anceps (Menke, 1830). Dříve byly tyto dva druhy uváděná chybně jako okružák kanadský Helisoma trivolvis (Say, 1816), jehož výskyt je však také možný.
10. ampulárka argentinská Pomacea bridgesii (Reeve, 1856)
11. blátivka americká Pseudosuccinea columella (Say, 1817)
12. subulína americká Subulina octona (Bruguière, 1798)[24]